# Paranisakinae
Die Paranisakinae sind eine Familie der Spulwürmer mit 20 Arten, die als Parasiten bei Fischen vorkommen.

## Merkmale
Paranisakinae sind Raphidascarididae mit Zwischenlippen und Blinddarm.

## Systematik
Zur Unterfamilie gehören zwei Gattungen:
- Paranisakiopsis Yamaguti, 1941
- Paranisakis Baylis, 1923